# Marabut afrykański
Marabut afrykański (Leptoptilos crumenifer) – gatunek dużego ptaka mięsożernego z rodziny bocianów (Ciconiidae), zamieszkujący Afrykę Subsaharyjską poza jej skrajnie południową częścią. Rozmnaża się zarówno w siedliskach wilgotnych, jak i suchych, często w pobliżu siedzib ludzkich, zwłaszcza wysypisk śmieci. Bywa nazywany „ptakiem grabarzem” ze względu na kształt skrzydeł i grzbietu przypominających płaszcz. 

## Taksonomia
Gatunek po raz pierwszy zgodnie z zasadami nazewnictwa binominalnego nazwał w 1831 roku francuski ornitolog René Lesson nadając mu nazwę Ciconia crumenifera. Holotyp pochodził z Senegalu.  
Leptoptilos crumenifer jest ściśle spokrewniony z L. dubius, z którym dawniej uważano go za jeden gatunek. Epitet gatunkowy we wcześniejszych ujęciach systematycznych był podawany jako crumeniferus, ale jako że nazwa rodzajowa jest rodzaju męskiego poprawna nazwa powinna brzmieć crumenifer. Nie wyróżnia się podgatunków.

### Etymologia
- Leptoptilos: gr. λεπτος leptos „delikatny”; πτιλον ptilon „pióro”[8].
- crumenifer: nowołac. crumenifera „noszący torbę, sakiewkę”, od łac. crumena „skórzana sakiewka na pieniądze noszone na szyi, portmonetka”; -fera „-noszący”, od ferre „nosić”[9].

## Zasięg występowania
Marabut afrykański występuje w tropikalnej Afryce od Senegalu na wschód do Erytrei, Etiopii i zachodniej Somalii oraz na południe do Namibii i północnej oraz wschodniej Południowej Afryki (Prowincja Przylądkowa Północna, Wolne Państwo i KwaZulu-Natal).

## Morfologia

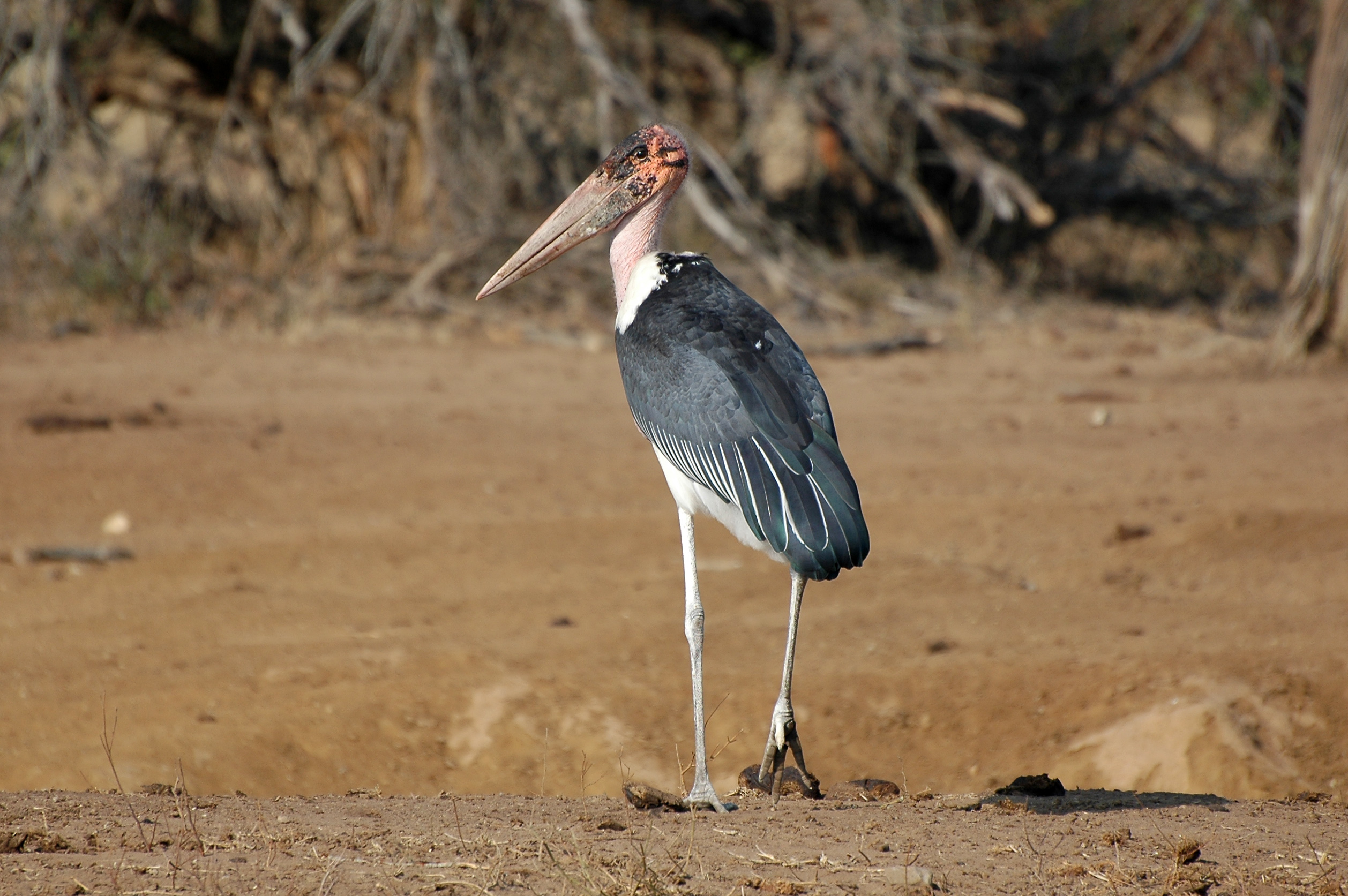
Marabut w Parku Narodowym Krugera

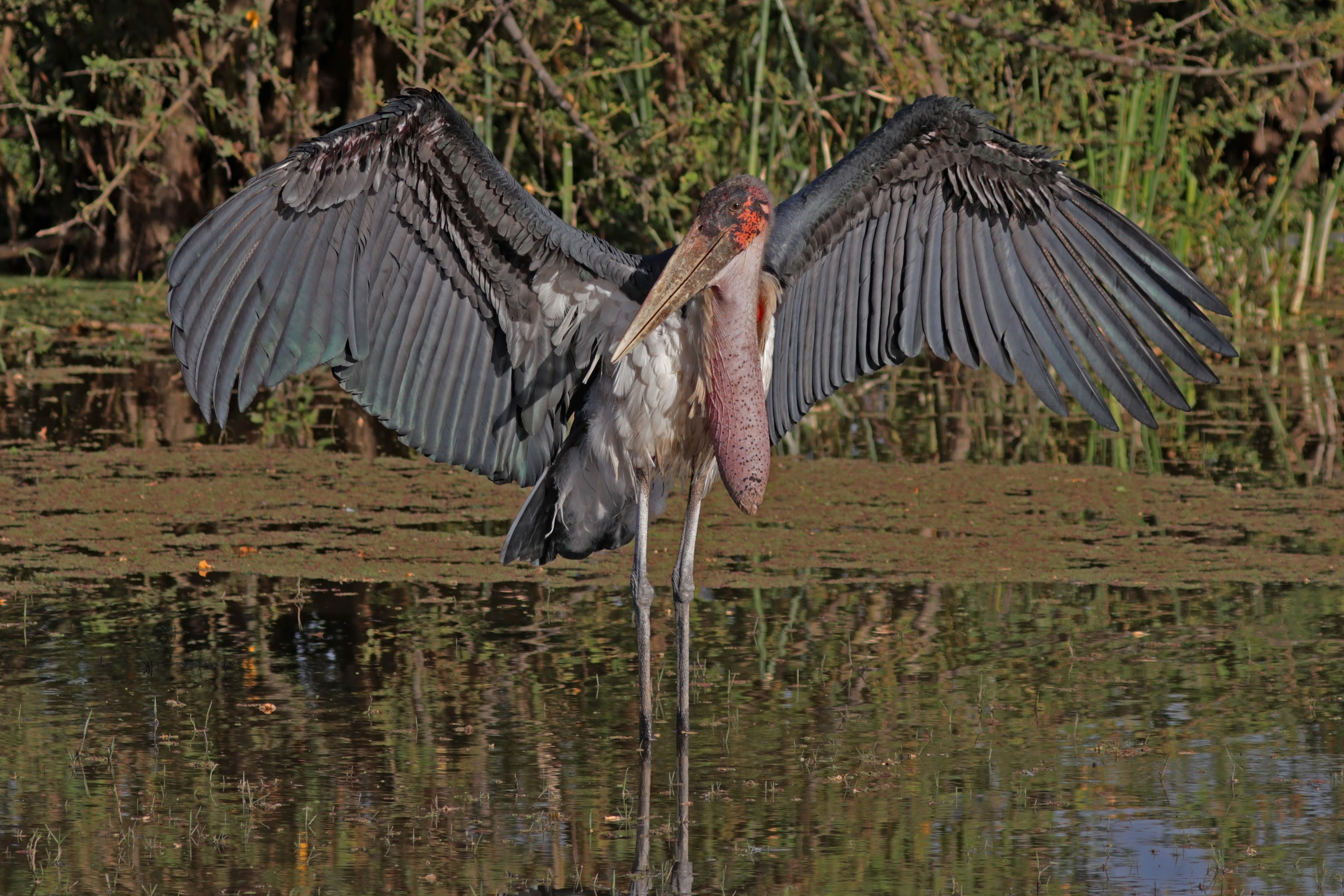
Ptak z rozłożonymi skrzydłami i widocznym fałdem skórnym na szyi

Długość ciała 115–152 cm, rozpiętość skrzydeł 225–287 cm; masa ciała 4–8,9 kg. Głowa i szyja pozbawione są upierzenia, na przedniej powierzchni szyi wydłużony fałd skóry. Naga skóra różowa, z ciemnymi plamami na głowie. Wierzch ciała łupkowoczarny, spód biały. W okresie godowym wyraźny, zielony, metaliczny połysk na grzbiecie. Młode osobniki ciemniejsze i z pojedynczymi piórami na głowie i szyi.

## Siedlisko
Sawanna, lasostep oraz brzegi zbiorników wodnych słodkich i słonych, szczególnie w pobliżu wysychających. Spotykany również w pobliżu wiosek rybackich, rzeźni i na wysypiskach śmieci.

## Lęgi
GniazdoPlatforma z gałęzi o średnicy 1 m i grubości 30 cm, na drzewach na wysokości 10–30 m lub skałach, zwykle w koloniach liczących 50–60 par, ale zdarzają się kolonie liczące do kilku tysięcy par. Często z innymi ptakami. Zdarzają się również gniazda w miastach.
JajaW ciągu roku wyprowadza jeden lęg, składając w sezonie rozrodczym (jego termin zmienia się w zależności od szerokości geograficznej) 2–3 kredowobiałe jaja.
WysiadywanieJaja wysiadywane są przez okres 29–31 dni przez obydwoje rodziców.
PisklętaPisklęta są karmione przez rodziców poprzez regurgitację. Pierzą się po 95–115 dniach, ale przez pewien czas (nawet do 4 miesięcy) pozostają jeszcze z rodzicami. Dojrzałość płciową uzyskują w wieku 4–5 lat.

## Pożywienie
Żywi się głównie padliną, resztkami i odchodami, ale sporadycznie zjada prawie każdą substancję pochodzenia zwierzęcego, którą jest w stanie przełknąć. Czasami żywi się innymi ptakami, w tym pisklętami z rodzaju Quelea, gołębiami, pisklętami pelikanów i kormoranów, a nawet flamingów. W sezonie lęgowym dorosłe osobniki rezygnują z padliny i polują głównie na małe, żywe ofiary, ponieważ ich pisklęta potrzebują tego rodzaju pożywienia do przeżycia. Częstą zdobyczą w tym czasie mogą być ryby, żaby, owady, jaja, małe ssaki i gady, takie jak niedawno wyklute młode krokodyle i jaja krokodyli, oraz jaszczurki i węże. Choć są znane z tego, że jedzą pokarm gnijący i pozornie niejadalny, bociany te mogą czasami przemywać pożywienie w wodzie, aby usunąć z niego ziemię.
Żerując na padlinie, marabuty często podążają za sępami, które są wyposażone w haczykowate dzioby do przebijania się przez mięso. Mogą czekać, aż sępy odłożą kawałek, ukraść go  bezpośrednio lub poczekać, aż sępy skończą żerowanie. Podobnie jak sępy, marabuty pełnią ważną funkcję przyrodniczą, czyszcząc tereny poprzez spożywanie padliny i odpadów.
Coraz częściej marabuty uzależniają się od ludzkich śmieci i setki tych ogromnych ptaków można zauważyć wokół afrykańskich wysypisk lub oczekujących na dokarmienie na obszarach miejskich. Widziano, jak marabuty żywiące się odpadkami po ludziach pożerają praktycznie wszystko, co mogą, w tym buty i kawałki metalu. Marabuty przyzwyczajone do jedzenia od człowieka, znane są z tego, że gdy odmawia się im pożywienia, rzucają się do ataku.

## Zagrożenia i ochrona
IUCN uznaje marabuta afrykańskiego za gatunek najmniejszej troski (LC, Least Concern) nieprzerwanie od 1988 roku. Liczebność światowej populacji nie została oszacowana. BirdLife International uznaje globalny trend liczebności za prawdopodobnie wzrostowy, gdyż rośnie dostępność odpadków stanowiących jedno ze źródeł pożywienia tego ptaka.
Dorosłe osobniki mają niewielu naturalnych wrogów i wykazują wysoką roczną przeżywalność, choć odnotowano lwy polujące na nie z zasadzki. U dzikich marabutów zidentyfikowano szereg endopasożytów, w tym nicienie Cheilospirura, Echinura i Acuaria, Amoebotaenia sphenoides (Cestoda) i Dicrocoelium hospes (Trematoda).

## Informacje dodatkowe
- Puch marabuta znajduje zastosowanie w kryminalistyce. Ze względu na swoje właściwości znakomicie nadaje się do wyrobu pędzli daktyloskopijnych. W XIX w. pióra podogonowe i puchowe były masowo pozyskiwane dla zdobienia damskich kapeluszy, boa itp. Spowodowało to wówczas prawie całkowitą zagładę tego gatunku. Również obecnie, choć na mniejszą skalę, pióra są wykorzystywane w tym celu[15].

- Pióra marabuta są również wykorzystywane w wędkarstwie muchowym i spinningowym. Służą do wyrobu przynęt zwanych sztuczną muchą, takich jak: streamery, puchowce i koguty.